# Liste der Kulturdenkmale in Krempe
In der Liste der Kulturdenkmale in Krempe sind alle Kulturdenkmale der schleswig-holsteinischen Stadt Krempe (Kreis Steinburg) und ihrer Ortsteile aufgelistet (Stand: 14. April 2025).

## Legende
In den Spalten befinden sich folgende Informationen:
- Objekt-ID: die Nummer des Kulturdenkmales
- Lage: die Adresse des Kulturdenkmales und die geographischen Koordinaten. Kartenansicht, um Koordinaten zu setzen. In der Kartenansicht sind Kulturdenkmale ohne Koordinaten mit einem roten Marker dargestellt und können in der Karte gesetzt werden. Kulturdenkmale ohne Bild sind mit einem blauen Marker gekennzeichnet, Kulturdenkmale mit Bild mit einem grünen Marker.
- Offizielle Bezeichnung: Bezeichnung des Kulturdenkmales
- Beschreibung: die Beschreibung des Kulturdenkmales
- Bild: ein Bild des Kulturdenkmales

## Sachgesamtheiten
| Objekt-ID      | Lage                                      | Offizielle Bezeichnung | Beschreibung | Bild                             |
| -------------- | ----------------------------------------- | ---------------------- | --- | -------------------------------- |
| 41044 Wikidata | Am Kirchhof (53° 50′ 10″ N, 9° 29′ 28″ O) | Kirche St. Peter       | Spätklassizistischer Neubau der Kirche St. Peter (von 1828 bis 1835) mit Ausstattung sowie im Nachgang zum Kirchenneubau parkartig umgestalteter Kirchhof mit Baumbestand; Aktualisierung vorgesehen - Begründung: geschichtlich, künstlerisch, städtebaulich, Kulturlandschaft prägend - Schutzumfang: Kirche St. Peter mit Ausstattung, Kirchhof, Baumbestand                                                                                | weitere Fotos \| Fotos hochladen |
| 41045 Wikidata | Birkenweg (53° 50′ 17″ N, 9° 29′ 36″ O)   | Friedhof Krempe        | Der Kremper Friedhof wurde zum Ende der 1840er Jahre vom alten Kirchhof vor das Grevenkoper Tor verlegt. Erhalten sind das schmiedeeiserne Friedhofstor von 1847, große Teile der Einfriedung mit Linden, die neugotische Friedhofskapelle von 1900 und einige ältere Grabstätten. Aktualisierung vorgesehen - Begründung: geschichtlich, künstlerisch, städtebaulich, Kulturlandschaft prägend - Schutzumfang: Friedhofskapelle, Friedhofstor | BW                               |

## Bauliche Anlagen
| Objekt-ID     | Lage                                                     | Offizielle Bezeichnung           | Beschreibung | Bild                             |
| ------------- | -------------------------------------------------------- | -------------------------------- | --- | -------------------------------- |
| 4088          | Am Kirchhof (53° 50′ 10″ N, 9° 29′ 28″ O)                | Kirche St. Peter mit Ausstattung | Die St.-Peter-Kirche zu Krempe wurde von 1828 bis 1835 von Friedrich Christian Heylmann im spätklassizistischen Stil errichtet. Sie ist ein dreischiffiges Gotteshaus mit einem hohen, schwarzen Walmdach und einem weithin sichtbaren, charakteristischen Turm. Alteintragung (Aktualisierung vorgesehen) - Begründung: geschichtlich, künstlerisch, städtebaulich - Schutzumfang: gesamtes Objekt - Denkmaltyp: Bauliche Anlage, Sachgesamtheit: Kirche St. Peter | Fotos hochladen                  |
| 9789 Wikidata | Am Burggraben/Am Mühlenberg (53° 50′ 7″ N, 9° 29′ 34″ O) | Wasserturm                       | Der Wasserturm von Krempe steht auf dem Mühlenberg. Dort stand vorher die Wallmühle, eine Holländer-Windmühle. Der Mühlenberg ist der Rest der Südost-Bastion der ehemaligen Festungsanlage, die die Stadt bis 1706 umgab. Alteintragung (Aktualisierung vorgesehen) - Begründung: Alteintragung (Aktualisierung vorgesehen) - Schutzumfang: Alteintragung (Aktualisierung vorgesehen) - Denkmaltyp: Bauliche Anlage | weitere Fotos \| Fotos hochladen |
| 3313 Wikidata | Am Markt (53° 50′ 9″ N, 9° 29′ 24″ O)                    | Kandelaber auf dem Marktplatz    | Dreiarmiger, gusseiserner Kandelaber – wurde im beginnenden 20. Jahrhundert über dem ehemaligen, 30 m tiefen Marktbrunnen errichtet, nachdem dieser verschlossen worden war, und ersetzte die vorher dort aufgestellte Marktpumpe, die 1904 verkauft wurde. Alteintragung (Aktualisierung vorgesehen) - Begründung: Alteintragung (Aktualisierung vorgesehen) - Schutzumfang: Alteintragung (Aktualisierung vorgesehen) - Denkmaltyp: Bauliche Anlage | BW                               |
| 3315 Wikidata | Am Markt 1 (53° 50′ 10″ N, 9° 29′ 23″ O)                 | Rathaus                          | Das Kremper Rathaus zählt zu den bedeutendsten und schönsten Bauten der Backstein-Renaissance in Schleswig-Holstein. Es wurde 1570 in der wirtschaftlichen Blütezeit der Stadt auf der Wurt des Vorgängerbaus erbaut und befindet sich dank verschiedener Renovierungen in einem guten Erhaltungszustand. Alteintragung (Aktualisierung vorgesehen) - Begründung: Alteintragung (Aktualisierung vorgesehen) - Schutzumfang: Alteintragung (Aktualisierung vorgesehen) - Denkmaltyp: Bauliche Anlage | weitere Fotos \| Fotos hochladen |
| 3308 Wikidata | Am Markt 7 (53° 50′ 8″ N, 9° 29′ 25″ O)                  | Wohn- und Geschäftshaus          | Das zweigeschossige ehemalige Kornkaufmannshaus mit Krüppelwalmdach steht mit der Giebelfront zum Marktplatz. Diese ist fünf Fensterachsen breit und wird durch leicht hervortretende Lisenen gegliedert. Alteintragung (Aktualisierung vorgesehen) - Begründung: Alteintragung (Aktualisierung vorgesehen) - Schutzumfang: Alteintragung (Aktualisierung vorgesehen) - Denkmaltyp: Bauliche Anlage | BW                               |
| 3309 Wikidata | Am Markt 8 (53° 50′ 8″ N, 9° 29′ 24″ O)                  | Wohnhaus                         | Kleines, zweigeschossiges Haus der südlichen Marktbebauung; Fassadengliederung durch schmale Ecklisenen und schlichtes Putzband sowie Giebelgesimse mit Stufenornament. Alteintragung (Aktualisierung vorgesehen) - Begründung: Alteintragung (Aktualisierung vorgesehen) - Schutzumfang: Alteintragung (Aktualisierung vorgesehen) - Denkmaltyp: Bauliche Anlage | BW                               |
| 3310 Wikidata | Am Markt 9 (53° 50′ 8″ N, 9° 29′ 24″ O)                  | Wohnhaus                         | Zweigeschossiges Backsteinhaus der südlichen Marktbebauung; Fassadengliederung durch Ecklisenen, vortretende Mauerwerksfriese zwischen den Stockwerken sowie Giebelgesimse mit Stufenornamentik. Alteintragung (Aktualisierung vorgesehen) - Begründung: Alteintragung (Aktualisierung vorgesehen) - Schutzumfang: Alteintragung (Aktualisierung vorgesehen) - Denkmaltyp: Bauliche Anlage | BW                               |
| 3311 Wikidata | Am Markt 10 (53° 50′ 9″ N, 9° 29′ 23″ O)                 | Wohnhaus                         | Traufenständiges Haus mit Walmdach und breitem, vorkragendem Zwerchhaus. Das Erdgeschoss zeigt eine schöne, barock geschwungene Haustür. Einst Domizil des Kirchspielvogts und nach dem 1. Weltkrieg einige Jahre als Markt-Cafe genutzt. Alteintragung (Aktualisierung vorgesehen) - Begründung: Alteintragung (Aktualisierung vorgesehen) - Schutzumfang: Alteintragung (Aktualisierung vorgesehen) - Denkmaltyp: Bauliche Anlage | BW                               |
| 3312 Wikidata | Am Markt 11 (53° 50′ 9″ N, 9° 29′ 23″ O)                 | Wohnhaus                         | Schlichtes giebelständiges Ziegelhaus der südlichen Marktbebauung, drei Fensterachsen breit. Alteintragung (Aktualisierung vorgesehen) - Begründung: Alteintragung (Aktualisierung vorgesehen) - Schutzumfang: Alteintragung (Aktualisierung vorgesehen) - Denkmaltyp: Bauliche Anlage | BW                               |
| 3314 Wikidata | Birkenweg (53° 50′ 18″ N, 9° 29′ 37″ O)                  | Friedhofskapelle                 | Kleine neugotische Kapelle von 1900 aus roten (Maschinen-)Ziegeln über kreuzförmigem Grundriss nach Plänen des Eutiner Architekten Zietz erbaut und von John Ahsbahs der Kirchengemeinde gestiftet; mit schiefergedecktem, achtseitigem Zeltdach, über dem sich ein schlankes, laternenartiges Türmchen erhebt. Alteintragung (Aktualisierung vorgesehen) - Begründung: geschichtlich, künstlerisch, städtebaulich - Schutzumfang: Alteintragung (Aktualisierung vorgesehen) - Denkmaltyp: Bauliche Anlage, Sachgesamtheit: Friedhof Krempe | Fotos hochladen                  |
| 9802 Wikidata | Birkenweg (53° 50′ 13″ N, 9° 29′ 38″ O)                  | Friedhofstor                     | Das schmiedeeiserne, reich dekorierte Friedhofstor im neugotischen Stil wurde 1847 am Eingang des vor das Grevenkoper Tor verlegten Friedhofs aufgerichtet. Es besteht aus zwei breiten Hauptflügeln unter einem geschweiften Torbogen mit Sinnspruch und seitlichen Amphoren sowie zwei kleinen Nebentoren. Alteintragung (Aktualisierung vorgesehen) - Begründung: geschichtlich, künstlerisch, städtebaulich - Schutzumfang: Alteintragung (Aktualisierung vorgesehen) - Denkmaltyp: Bauliche Anlage, Sachgesamtheit: Friedhof Krempe | Fotos hochladen                  |
| 9791 Wikidata | Breite Straße 32 (53° 50′ 12″ N, 9° 29′ 25″ O)           | Remise der Alten Apotheke        | Alteintragung (Aktualisierung vorgesehen) - Begründung: Alteintragung (Aktualisierung vorgesehen) - Schutzumfang: Alteintragung (Aktualisierung vorgesehen) - Denkmaltyp: Bauliche Anlage | BW                               |
| 9792          | Breite Straße 50 (53° 50′ 11″ N, 9° 29′ 18″ O)           | Wohnhaus                         | Wohnhaus; 1898; repräsentativer zweigeschossiger Putzbau unter weit auskragendem Pyramidendach, reiche Putzgliederung, herausragende Innenausstattung - Begründung: geschichtlich, künstlerisch, städtebaulich - Schutzumfang: Wohnhaus, - Denkmaltyp: Bauliche Anlage | BW                               |
| 6781          | Neuenbrooker Straße 40 (53° 50′ 35″ N, 9° 29′ 14″ O)     | Schmerländer Mühle               | Schmerländer Mühle; 1866, Jürgen Herrmann Mohr; unterbauter Galerieholländer, Achtkant im Innern, Flügel demontiert; zweigeschossiges Nebengebäude angebaut - Begründung: geschichtlich, städtebaulich, technisch, Kulturlandschaft prägend - Schutzumfang: Schmerländer Mühle, Nebengebäude - Denkmaltyp: Bauliche Anlage | Fotos hochladen                  |
| 2790 Wikidata | Neue Straße 8 (53° 50′ 4″ N, 9° 28′ 47″ O)               | Villa                            | „Villa Baroda“ genannt; im ausgehenden 19. Jhd. von den Besitzern der Kremper Lederwerke erbauter, zweigeschossiger Wohnsitz im antik-klassischen Stil in einer parkartigen Gartenanlage. Intensive Gliederung der weißen Wandflächen durch Eckrustizierung und umlaufende Fenstergesimse sowie durch abschließendes Umlauffries mit Blütenfestons zum weit vortretenden, flachen Schindeldach. Schauseite zur Auffahrt im Park mit drei Fensterachsen und Mittelrisalit. Eingangsportal von Dreiecksgiebel und kannelierten Säulen gerahmt. Die Fenster im Untergeschoss mit Dreiecksgiebeln bekrönt, im Obergeschoss mit einfacher konsolengestützter Bedachung. Die Südseite der Villa mit Auslucht im griechisch-römischen Stil und Freitreppe zum Garten. Darüber ein Sonnenbalkon mit kräftiger Balustrade. Alteintragung (Aktualisierung vorgesehen) - Begründung: geschichtlich, städtebaulich - Schutzumfang: Villa, Villengarten - Denkmaltyp: Bauliche Anlage | BW                               |
| 3316 Wikidata | Rathausstraße 18 (53° 50′ 9″ N, 9° 29′ 17″ O)            | Wohnhaus („Königshof“)           | Das „Königshof“ genannte Fachwerkhaus wurde 1543 als „Nyge huß“ erstmals erwähnt und ging 1558 in den Besitz des dänischen Königs über. Das langgestreckte, traufenständige Haus auf einem Feldsteinsockel zeigt in den Gefachen großformatige Backsteine in unterschiedlicher Ziersetzung. Frontseite mit kleinen bleiverglasten Sprossenfenstern in unregelmäßiger Anordnung und mit zentraler barocker Haustür. Das Obergeschoss kragt mit profiliertem Schwellbalken auf geschnitzten Konsolen vor. Alteintragung (Aktualisierung vorgesehen) - Begründung: Alteintragung (Aktualisierung vorgesehen) - Schutzumfang: Alteintragung (Aktualisierung vorgesehen) - Denkmaltyp: Bauliche Anlage | BW                               |
| 3318 Wikidata | Reichenstraße 1 (53° 50′ 12″ N, 9° 29′ 25″ O)            | Alte Apotheke                    | Der zweigeschossige, vorbildlich restaurierte Bau gilt als eins der wichtigsten Bürgerhäuser im Land und diente in Krempes Festungszeit als königlich-privilegierte Apotheke. Seine ältesten Teile datieren in die Zeit um 1470. Zur Mitte des 16. Jahrhunderts wurde das Gebäude erneuert und im Spätbarock auf seine heutige Größe verlängert. Ende des 18. Jahrhunderts wurden die Erdgeschosswände in Backstein erneuert. Ungewöhnlich ist die reiche und aufwendige Befensterung und reizvoll die reich geschnitzte Barockeingangstür mit vegetabilen Motiven. Im Obergeschoss hat sich eine bemalte Holzdecke mit Landschaftsszenen in Kränzen und Rankenwerk erhalten. Alteintragung (Aktualisierung vorgesehen) - Begründung: Alteintragung (Aktualisierung vorgesehen) - Schutzumfang: Alteintragung (Aktualisierung vorgesehen) - Denkmaltyp: Bauliche Anlage                                                                                                  | BW                               |
| 3319 Wikidata | Stiftstraße 1 (53° 50′ 8″ N, 9° 29′ 25″ O)               | Wohnhaus                         | Zweigeschossiges Fachwerkhaus aus dem 16. Jahrhundert mit Traufenseite und Eingang zur Stiftstraße sowie schlichter Giebelfront zum Marktplatz. Ende der 1980er Jahre umfassend renoviert. Fachwerk mit kräftigen Ständern und reich profilierten Schwellbalken auf geschnitzten Konsolen im Erd- und Obergeschoss. Alteintragung (Aktualisierung vorgesehen) - Begründung: Alteintragung (Aktualisierung vorgesehen) - Schutzumfang: Alteintragung (Aktualisierung vorgesehen) - Denkmaltyp: Bauliche Anlage | BW                               |
| 9798 Wikidata | Stiftstraße 16 (53° 50′ 4″ N, 9° 29′ 31″ O)              | Ehemaliges Amtsrichterwohnhaus   | Amtsrichterwohnhaus, in Zusammenhang mit dem benachbarten Amtsgericht erbaut. Zweigeschossiges Gebäude mit einfachem Ziegeldekor, hohem, geschwungenem Walmdach und mit Hochparterre über befenstertem Kellergeschoss. Eingang über eine Sandsteintreppe in den straßenseitigen Vorbau, der mittig in ein Zwerchhaus übergeht. Zum Garten ein gewölbter Vorbau mit vorgelagerter Terrasse und breiter Treppe. Alteintragung (Aktualisierung vorgesehen) - Begründung: geschichtlich, künstlerisch, städtebaulich - Schutzumfang: gesamtes Objekt - Denkmaltyp: Bauliche Anlage | BW                               |
| 3320 Wikidata | Stiftstraße 16a (53° 50′ 3″ N, 9° 29′ 32″ O)             | Ehemaliges Amtsgericht           | Ehemaliges Amtsgerichtsgebäude von 1912. Backsteinarchitektur im neobarocken Stil mit Walmdach, intensiver Fassadengliederung durch Gesimse und Lisenen sowie hohen Sprossenfenstern. Durch rustizierende Ecklisenen betonter seitlicher Eingangsrisalit mit Freitreppe, barockisierendem Sandsteinportal und Zwerchhaus. Die hohen Sprossenfenster werden durch Backsteinfelder in Ziersetzungen betont und durch Lisenen gegliedert. Über der Eingangstür ein Oberlicht mit Schwurhand-Dekor. – Heute in Nachnutzung als „Haus der Krempermarsch“. Alteintragung (Aktualisierung vorgesehen) - Begründung: geschichtlich, künstlerisch, städtebaulich - Schutzumfang: gesamtes Objekt - Denkmaltyp: Bauliche Anlage | Fotos hochladen                  |
| 9799          | Stiftstraße 17 (53° 50′ 4″ N, 9° 29′ 28″ O)              | Villa                            | Villa; 1905; zweigeschossiger repräsentativer Putzbau mit zahlreichen Risaliten, mit Schmuckformen des Jugendstils, reiche Dachlandschaft - Begründung: geschichtlich, künstlerisch, städtebaulich - Schutzumfang: gesamtes Objekt - Denkmaltyp: Bauliche Anlage | BW                               |
| 6711 Wikidata | Stiftstraße 21 (53° 50′ 1″ N, 9° 29′ 30″ O)              | Eishaus                          | Das reetgedeckte Eishaus auf quadratischem Grundriss diente als Kühlhaus für den Betrieb des Ahsbahs Stiftes. Alle konstruktiven Maßnahmen sind auf die Kälteisolation gerichtet. So sind die zweischaligen Wände ca. einen Meter dick und ihr Hohlraum ist mit Schlacke verfüllt. Ein separater Vorraum verhindert den Wärmezufluss in den Kühlraum beim Zutritt und die Umpflanzung mit Bäumen hält die Sonneneinstrahlung ab. Durch Luken wurde das obere Geschoss mit Eis befüllt, während im unteren die Lebensmittel aufgehängt wurden. Die benötigten Eisblöcke wurden im nahen Burggraben geschnitten. Alteintragung (Aktualisierung vorgesehen) - Begründung: Alteintragung (Aktualisierung vorgesehen) - Schutzumfang: Alteintragung (Aktualisierung vorgesehen) - Denkmaltyp: Bauliche Anlage | BW                               |

## Gründenkmale
| Objekt-ID     | Lage                                                     | Offizielle Bezeichnung | Beschreibung | Bild |
| ------------- | -------------------------------------------------------- | ---------------------- | --- | ---- |
| 9787 Wikidata | Am Kirchhof (53° 50′ 10″ N, 9° 29′ 28″ O)                | Kirchhof               | Alteintragung (Aktualisierung vorgesehen) - Begründung: geschichtlich, Kulturlandschaft prägend - Schutzumfang: Kirchhof, Baumbestand - Denkmaltyp: Gründenkmal, Sachgesamtheit: Kirche St. Peter | BW   |
| 9790 Wikidata | Am Burggraben/Am Mühlenberg (53° 50′ 7″ N, 9° 29′ 34″ O) | Wallanlage             | Die Parkanlage des Mühlenbergs unter Einschluss des Burggrabens an seinem Fuße ist der sichtbare, verbliebene Rest der einstigen Kremper Festung, die 1535 bis 1541 als eine der beiden Landesfestungen in Schleswig und Holstein auf Befehl des dänischen Königs Christian III. erbaut wurde. Die Festungsanlage bestand aus einem die Stadt umgebenden Wall mit vier Stadttoren, sechs Bastionen und zwei Ravelins sowie einem davor gelegenen Burggraben. Sie wurde mehrfach erweitert, so dass der Wall in seinem letzten Ausbauzustand eine Höhe von 4,5 m erreichte und der Festungsgraben eine Breite von 25 bis 30 m bei 3 m Tiefe aufwies. Von 1697 bis 1706 wurde die Festung geschleift und nur die Südostbastion blieb zur Erinnerung erhalten. Der Wallrest wurde nach der "Wallmühle" (einer Holländerwindmühle) benannt, die dort 1779 errichtet worden ist. 1901 wurde diese abgebrochen und der Wasserturm gebaut, der von 1902 bis 1972 seinen Dienst tat. Alteintragung (Aktualisierung vorgesehen) - Begründung: geschichtlich - Schutzumfang: Wallanlage, Burggraben - Denkmaltyp: Gründenkmal | BW   |

## Ehemalige Kulturdenkmale
| Objekt-ID      | Lage                                         | Offizielle Bezeichnung | Beschreibung | Bild |
| -------------- | -------------------------------------------- | ---------------------- | --- | ---- |
| 27066 Wikidata | Am Markt 7 – 11 (53° 50′ 9″ N, 9° 29′ 24″ O) | Wohnhausgruppe         | In Verbindung mit dem Haus Stiftstraße 1 die an den Marktplatz im Süden und Südwesten angrenzende Häuserfront auf altem Grundriss und mit Erhalt des Durchlasses in der S-W-Ecke. | BW   |

## Quelle
- Liste der Kulturdenkmale in Schleswig-Holstein – Kreis Steinburg

- Karte mit allen Koordinaten:
- OSM |
- WikiMap